# Borgio Verezzi
Borgio Verezzi là một đô thị ở tỉnh Savona ở vùng Liguria của Ý, có khoảng cách khoảng 60 km về phía tây nam của Genoa và khoảng 20 km về phía tây nam của Savona. Tại thời điểm ngày 31 tháng 12 năm 2004, đô thị này có dân số 2.330 người và diện tích là 2,9 km².
Đô thị Borgio Verezzi có các frazioni (các đơn vị cấp dưới, chủ yếu là các làng) Borgio and Verezzi.
Trung tâm phổ cũ nằm trên đỉnh một đồi thấp còn các khu phố mới nằm ở đồng bằng ven biển và chân đồi.
Borgio Verezzi giáp các đô thị: Finale Ligure, Pietra Ligure, và Tovo San Giacomo.